# Ithaca Auto & Burglar
Die Ithaca Auto & Burglar ist eine Flinte des US-amerikanischen Herstellers Ithaca Gun Company.

## Geschichte und Beschreibung
1922 brachte die Ithaca Gun Company mit der Auto And Burglar Gun eine kurzläufige Doppelflinte mit hahnlosen Schlössern auf den Markt, die als Verteidigungswaffe für Hausbesitzer und Automobilisten gedacht war. Die Waffe wurde in zwei Serien gefertigt und hatte keinen Kolben, sondern nur einen Pistolengriff.
Die erste Serie, gewöhnlich als „Model A“ bezeichnet (im Bild rechts), verwendet den Rahmen der Ithaca Flues Flinte von 1908, hat aber einen gekürzten, schlankeren Vorderschaft und einen stark nach unten gekrümmten Pistolengriff mit einem ausgeprägten Sporn. Das hammerlose Schloss wird beim Abklappen der Läufe gespannt. Die Verriegelung erfolgt über einen Querbolzen, der in eine Öffnung der nach hinten verlängerten Laufrippe und einen Laufhaken unter dem Laufbündel eingreift. Zum Entriegeln dient ein Daumenhebel auf dem Schaftrücken.
1924 folgte die gewöhnlich als „Model B“ bezeichnete zweite Serie. Diese hat einen geänderten Spannmechanismus, der aber immer noch beim Abklappen der Läufe die Schlösser spannt. Die Verriegelung erfolgte nur noch über einen Bolzen, der in die nach hinten verlängerte Laufrippe eingreift, aber insgesamt war die neue Verriegelung robuster ausgelegt. Auch hier erfolgt die Entriegelung über einen Daumenriegel auf dem Schaftrücken. Der Pistolengriff wurde geändert; der Sporn verschwand, da er sich als zu anfällig für Beschädigungen erwiesen hatte. Die neue Form hat einen scharf nach unten geknickten, fast senkrechten Griff. Der Vorderschaft der „Model B“ ist etwas stärker und länger. Kurz nach Beginn der Fertigung erhielt das „Model B“ etwas längere Läufe (31 cm) und wurde dadurch auch etwas länger (47,2 cm).
1934 kam das Aus für die Auto And Burglar Gun. Der neu verabschiedete National Firearms Act verbot es Privatpersonen, kurzläufige Flinten zu besitzen.
Kunden waren zunächst Banken, die ihre Geldbestände schützen wollten (damals waren Banken nicht gegen Überfälle versichert), dann folgten Wachfirmen, Polizeibehörden und Hausbesitzer. Überfälle auf Automobilisten auf den einsamen Land- und Vorortstrassen waren keine Seltenheit und so wurde ein ledernes Holster für die Auto And Burglar Gun entwickelt, das man an die Steuersäule des Automobils schnallen konnte, um die Flinte in Griffweite zu haben.